# Records du monde juniors d'athlétisme

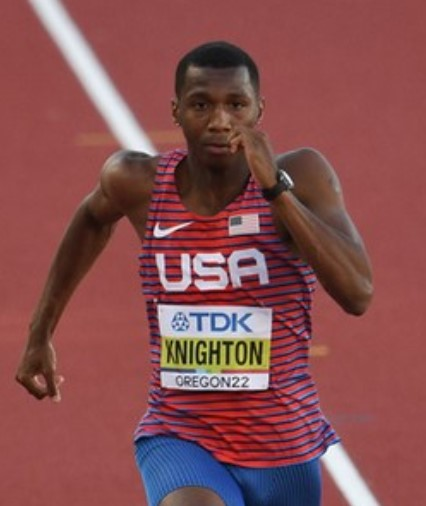
Erriyon Knighton détient le record du monde junior du 200 m en

Les records du monde juniors d'athlétisme sont régies par World Athletics. Elles constituent les meilleures performances mondiales des athlètes âgés de moins de vingt ans. Pour les fédérations, le sigle officiel est WU20R pour World Under-20 Record (précédemment WJR pour World Junior Record).
À partir du 1er janvier 2024, World Athletics introduit le nouveau terme « piste courte » (« short track » en anglais) en remplacement du terme « en salle » (« indoor ») pour décrire les compétitions et les performances dont les courses se déroulent sur une piste de 200 m, traditionnellement dans une salle mais également en extérieur.

## Records du monde masculins
| Discipline                 | Performance | Athlète                                                                                     | Compétition                              | Lieu                  | Date              | Réf.  |
| -------------------------- | --- | ------------------------------------------------------------------------------------------- | ---------------------------------------- | --------------------- | ----------------- | ----- |
| 60 m                       | 6 s 51 | Mark Lewis-Francis                                                                          | Championnats du monde en salle           | Lisbonne              | 11 mars 2001      |       |
| 100 m                      | 9 s 91 (+0,8 m/s) | Letsile Tebogo                                                                              | Championnats du monde juniors            | Cali                  | 2 août 2022       |       |
| 200 m                      | 19 s 69 (-0,3 m/s) | Erriyon Knighton                                                                            | Championnats des États-Unis d'athlétisme | Eugene                | 26 juin 2022      |       |
| 200 m piste courte         | 20 s 37 | Walter Dix                                                                                  | Championnats NCAA en salle               | Fayetteville          | 11 mars 2005      |       |
| 400 m                      | 43 s 87 | Steve Lewis                                                                                 | Jeux olympiques                          | Séoul                 | 28 septembre 1988 |       |
| 400 m piste courte         | 44 s 80 | Kirani James                                                                                | Championnats SEC en salle                | Fayetteville          | 27 février 2011   |       |
| 800 m                      | 1 min 41 s 73 | Nijel Amos                                                                                  | Jeux olympiques                          | Londres               | 9 août 2012       |       |
| 800 m piste courte         | 1 min 44 s 35 | Yuriy Borzakovskiy                                                                          |                                          | Dortmund              | 30 janvier 2000   |       |
| 1 000 m                    | 2 min 15 s 00 | Benjamin Kipkurui                                                                           | Meeting Nikaïa                           | Nice                  | 17 juillet 1999   | [ 2 ] |
| 1 000 m piste courte       | 2 min 15 s 77 | Abubaker Kaki                                                                               | GE Galan                                 | Stockholm             | 21 février 2008   |       |
| 1 500 m                    | 3 min 28 s 81 | Ronald Kwemoi                                                                               | Meeting Herculis                         | Monaco                | 18 juillet 2014   |       |
| 1 500 m piste courte       | 3 min 36 s 02 | Jakob Ingebrigtsen                                                                          | PSD Bank Meeting                         | Düsseldorf            | 20 février 2019   |       |
| Mile                       | 3 min 48 s 06 | Reynold Cheruiyot                                                                           | Prefontaine Classic                      | Eugene                | 16 septembre 2023 | [ 3 ] |
| Mile piste courte          | 3 min 55 s 02 | German Fernandez                                                                            | Championnats Big 12                      | College Station       | 28 février 2009   |       |
| 3 000 m                    | 7 min 28 s 19 | Yomif Kejelcha                                                                              | Meeting de Paris Saint-Denis             | Saint-Denis           | 27 août 2016      | [ 4 ] |
| 3 000 m piste courte       | 7 min 32 s 87 | Hagos Gebrhiwet                                                                             | New Balance Indoor Grand Prix            | Boston                | 3 février 2013    |       |
| 5 000 m                    | 12 min 43 s 02 | Selemon Barega                                                                              | Mémorial Van Damme                       | Bruxelles             | 31 août 2018      |       |
| 5 000 m piste courte       | 12 min 53 s 29 | Isiah Koech                                                                                 | PSD Bank Meeting                         | Düsseldorf            | 11 février 2011   |       |
| 10 000 m                   | 26 min 41 s 75 | Samuel Wanjiru                                                                              | Mémorial Van Damme                       | Bruxelles             | 26 août 2005      |       |
| 60 m haies (99,1 cm)       | 7 s 34 | Sasha Zhoya                                                                                 |                                          | Miramas               | 22 février 2020   | [ 5 ] |
| 110 m haies (99,1 cm)      | 12 s 72 (+ 1 m/s) | Sasha Zhoya                                                                                 | Championnats du monde juniors            | Nairobi               | 21 août 2021      |       |
| 110 m haies                | 13 s 12 (+ 1,6 m/s) | Liu Xiang                                                                                   |                                          | Lausanne              | 2 juillet 2002    |       |
| 400 m haies                | 47 s 34 | Roshawn Clarke                                                                              | Championnats du monde                    | Budapest              | 21 août 2023      |       |
| 3 000 m steeple            | 7 min 58 s 66 | Stephen Cherono                                                                             | Mémorial Van Damme                       | Bruxelles             | 24 août 2001      |       |
| Saut en hauteur            | 2,37 m | Dragutin Topić                                                                              | Championnats du monde juniors            | Plovdiv               | 12 août 1990      |       |
| Saut en hauteur            | 2,37 m | Steve Smith                                                                                 | Championnats du monde juniors            | Séoul                 | 20 septembre 1992 |       |
| Saut à la perche           | 6,05 m | Armand Duplantis                                                                            | Championnats d'Europe                    | Berlin                | 12 août 2018      |       |
| Saut en longueur           | 8,36 m (+1,4 m/s) | Mattia Furlani                                                                              | Savona International Meeting             | Savone                | 15 mai 2024       |       |
| Triple saut                | 17,54 m | Jaydon Hibbert                                                                              | Championnats NCAA en salle               | Albuquerque           | 11 mars 2023      |       |
| Triple saut                | 17,87 m | Jaydon Hibbert                                                                              | Championnats de la SEC                   | Baton Rouge           | 13 mai 2023       | [ 7 ] |
| Lancer du poids (6 kg)     | 23,00 m | Jacko Gill                                                                                  |                                          | Auckland              | 18 août 2013      | [ 8 ] |
| Lancer du disque (1,75 kg) | 71,37 m | Mika Sosna                                                                                  |                                          | Schönebeck            | 10 juin 2022      |       |
| Lancer du marteau (6 kg)   | 85,57 m | Ashraf Amgad el-Seify                                                                       | Championnats du monde juniors            | Barcelone             | 14 juillet 2012   |       |
| Lancer du javelot          | 86,48 m | Neeraj Chopra                                                                               | Championnats du monde juniors            | Bydgoszcz             | 23 juillet 2016   |       |
| Décathlon                  | 8 514 points | Hubert Trościanka                                                                           | Championnats d'Europe juniors            | Tampere               | 8 août 2025       |       |
| Décathlon                  | 10 s 74 (-0,7 m/s) (100 m), 7,20 m (+0,3 m/s) (longueur), 15,48 m (poids 6 kg), 1,94 m (hauteur), 46 s 21 (400 m) 14 s 23 (-2,0 m/s) (110 m haies 99 cm), 43,36 m (disque 1,75 kg), 4,80 m (perche), 68,97 m (javelot), 4 min 28 s 59 (1 500 m) |                                                                                             |                                          |                       |                   |       |
| Heptathlon piste courte    | 6 062 points | Jente Hauttekeete                                                                           |                                          | Francfort-sur-le-Main | 14 février 2021   |       |
| 10 000 m marche (piste)    | 38 min 46 s 4 | Viktor Burayev                                                                              |                                          | Moscou                | 19 mai 2000       |       |
| 10 km marche (route)       | 37 min 44 s | Wang Zhen                                                                                   |                                          | Pékin                 | 18 septembre 2010 |       |
| 4 × 100 m                  | 38 s 51 | Afrique du Sud Mihlali Xhotyeni Sinesipho Dambile Letlhogonolo Moleyane Benjamin Richardson | Championnats du monde juniors            | Nairobi               | 22 août 2021      |       |
| 4 × 400 m                  | 3 min 0 s 33 | États-Unis Zachary Schinnick Josephus Lyles Brian Herron Sean Hooper                        |                                          | Trujillo              | 23 juillet 2017   | [ 9 ] |

## Records du monde féminins
| Discipline              | Performance        | Athlète                                                                     | Compétition                           | Lieu         | Date              | Réf.   |
| ----------------------- | ------------------ | --------------------------------------------------------------------------- | ------------------------------------- | ------------ | ----------------- | ------ |
| 60 m                    | 7 s 07             | Ewa Swoboda                                                                 | Copernicus Cup                        | Toruń        | 12 février 2016   |        |
| 60 m                    | 7 s 07             | Kaila Jackson                                                               | Championnats NCAA en salle            | Albuquerque  | 10 mars 2023      |        |
| 100 m                   | 10 s 88            | Marlies Oelsner                                                             |                                       | Dresde       | 1er juillet 1977  |        |
| 200 m                   | 21 s 81            | Christine Mboma                                                             | Jeux olympiques                       | Tokyo        | 3 août 2021       | [ 10 ] |
| 200 m piste courte      | 22 s 40            | Bianca Knight                                                               | Championnats NCAA en salle            | Fayetteville | 14 mars 2008      |        |
| 400 m                   | 49 s 42            | Grit Breuer                                                                 | Championnats du monde                 | Tokyo        | 27 août 1991      |        |
| 400 m piste courte      | 50 s 82            | Sanya Richards                                                              | Championnats NCAA en salle            | Fayetteville | 13 mars 2004      |        |
| 800 m                   | 1 min 54 s 01      | Pamela Jelimo                                                               | Weltklasse                            | Zurich       | 29 août 2008      | [ 11 ] |
| 800 m piste courte      | 1 min 58 s 40      | Athing Mu                                                                   | Championnats SEC en salle             | Fayetteville | 27 février 2021   | [ 12 ] |
| 1 000 m                 | 2 min 34 s 89      | Audrey Werro                                                                | Meeting Nikaïa                        | Nice         | 17 juin 2023      | [ 13 ] |
| 1 000 m piste courte    | 2 min 35 s 80      | Mary Cain                                                                   | New Balance Indoor Grand Prix         | Boston       | 8 février 2014    |        |
| 1 500 m                 | 3 min 51 s 34      | Lang Yinglai                                                                | Jeux nationaux de Chine               | Shanghai     | 18 octobre 1997   |        |
| 1 500 m piste courte    | 4 min 01 s 57      | Lemlem Hailu                                                                | Meeting Hauts-de-France Pas-de-Calais | Liévin       | 19 février 2020   |        |
| Mile                    | 4 min 17 s 57      | Zola Budd                                                                   | Weltklasse                            | Zurich       | 21 août 1985      |        |
| Mile piste courte       | 4 min 24 s 10      | Kalkidan Gezahegne                                                          | Birmingham Indoor Grand Prix          | Birmingham   | 20 février 2010   |        |
| 3 000 m                 | 8 min 28 s 83      | Zola Budd                                                                   | Finale du Grand Prix IAAF             | Rome         | 7 septembre 1985  | [ 14 ] |
| 3 000 m piste courte    | 8 min 33 s 56      | Tirunesh Dibaba                                                             | Birmingham Indoor Grand Prix          | Birmingham   | 20 février 2004   |        |
| 5 000 m                 | 14 min 30 s 88     | Tirunesh Dibaba                                                             | Bislett Games                         | Bergen       | 11 juin 2004      |        |
| 5 000 m piste courte    | 14 min 53 s 99     | Tirunesh Dibaba                                                             | Boston Indoor Games                   | Boston       | 31 janvier 2004   |        |
| 10 000 m                | 30 min 26 s 50     | Linet Masai                                                                 | Jeux olympiques                       | Pékin        | 15 août 2008      |        |
| 60 m haies              | 7 s 92             | Ackera Nugent                                                               | Championnats NCAA en salle            | Fayetteville | 13 mars 2021      | [ 15 ] |
| 100 m haies             | 12 s 71 (+1,3 m/s) | Britany Anderson                                                            |                                       | Joensuu      | 24 juillet 2019   | [ 16 ] |
| 400 m haies             | 53 s 60            | Sydney McLaughlin                                                           |                                       | Fayetteville | 27 avril 2018     |        |
| 3 000 m steeple         | 8 min 58 s 78      | Celliphine Chespol                                                          | Prefontaine Classic                   | Eugene       | 26 mai 2017       | [ 17 ] |
| Saut en hauteur         | 2,04 m             | Yaroslava Mahuchikh                                                         | Championnats du monde                 | Doha         | 30 septembre 2019 | [ 18 ] |
| Saut à la perche        | 4,71 m (i)         | Wilma Murto                                                                 | Hallenstürmer-Cup                     | Deux-Ponts   | 31 janvier 2016   | [ 19 ] |
| Saut en longueur        | 7,14 m (+1,1 m/s)  | Heike Daute                                                                 |                                       | Bratislava   | 4 juin 1983       |        |
| Triple saut             | 14,62 m (+1,0 m/s) | Teresa Marinova                                                             | Championnats du monde juniors         | Sydney       | 25 août 1996      | [ 20 ] |
| Lancer du poids         | 20,54 m            | Astrid Kumbernuss                                                           |                                       | Orimattila   | 1er juillet 1989  |        |
| Lancer du disque        | 74,40 m            | Ilke Wyludda                                                                |                                       | Berlin       | 13 septembre 1988 |        |
| Lancer du marteau       | 73,43 m            | Silja Kosonen                                                               |                                       | Vaasa        | 28 juin 2021      | [ 21 ] |
| Lancer du javelot       | 63,86 m            | Yulenmis Aguilar                                                            | Championnats panaméricains juniors    | Edmonton     | 2 août 2015       | [ 22 ] |
| Heptathlon              | 6 542 points       | Carolina Klüft                                                              | Championnats d'Europe                 | Munich       | 10 août 2002      |        |
| Pentathlon piste courte | 4 542 points       | Alina Shukh                                                                 |                                       | Tallinn      | 4 février 2017    |        |
| 10 000 m marche         | 42 min 47 s 25     | Anežka Drahotová                                                            | Championnats du monde juniors         | Eugene       | 23 juillet 2014   |        |
| 10 km marche            | 41 min 57 s        | Gao Hongmiao                                                                | Jeux nationaux de Chine               | Pékin        | 8 septembre 1993  |        |
| 4 × 100 m               | 42 s 59            | Jamaïque Serena Cole Tina Clayton Brianna Lyston Tia Clayton                | Championnats du monde U20             | Cali         | 5 août 2022       | [ 23 ] |
| 4 × 400 m               | 3 min 27 s 60      | États-Unis Alexandria Anderson Natasha Hastings Stephanie Smith Ashlee Kidd | Championnats du monde juniors         | Grosseto     | 18 juillet 2004   |        |